# Hans Erich Nossack
.

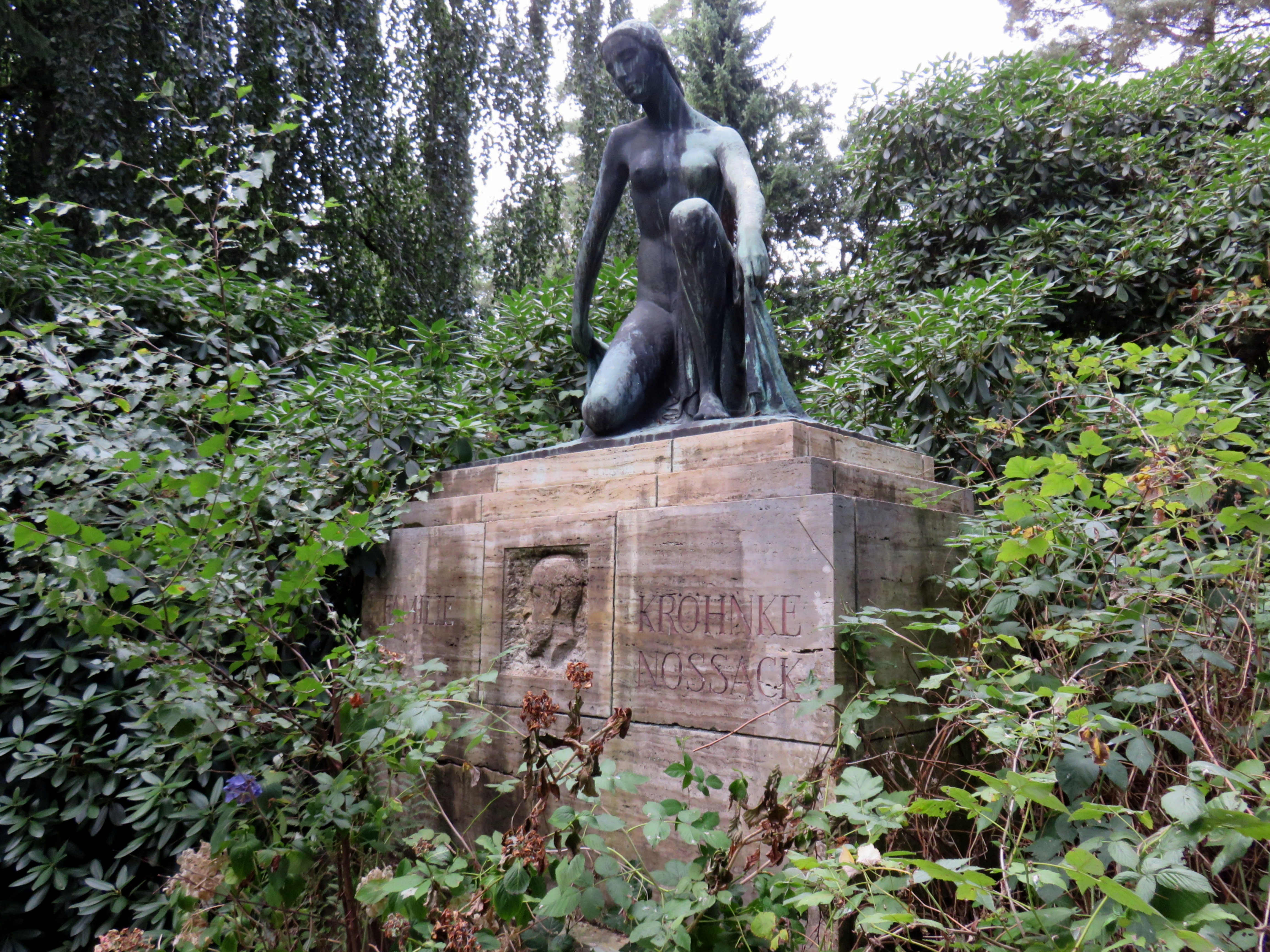
Grób rodzinny, Cmentarz Ohlsdorf. Grób został wykonany w 1930 (lub 1940) przez niemieckiego rzeźbiarza Petera Terkatza

Hans Erich Nossack (ur. 30 stycznia 1901 w Hamburgu, zm. 2 listopada 1977 tamże) – niemiecki pisarz.

## Życie
Hans Erich Nossack pochodził z zamożnej rodziny w Hamburgu, ojciec prowadził firmę handlującą kawą i kakao. W 1919 r. ukończył tam gimnazjum humanistyczne Johanneum. W semestrze zimowym 1919/20 podjął studia na Uniwersytecie w Hamburgu na wydziale historii sztuki i literaturoznawstwa. W 1920 roku zmienił kierunek na studia prawnicze i ekonomiczne na Uniwersytecie w Jenie, które przerwał w 1922 r. Odmówił przyjęcia wsparcia rodziny i pracował na swoje utrzymanie jako robotnik. Jednocześnie został członkiem Komunistycznej Partii Niemiec.
W 1923 r. wrócił do Hamburga i w 1925 ożenił się z Gabrielą Knierer (ur. 1896), z którą pozostawał w związku małżeńskim przez całe życie. Był urzędnikiem bankowym i zdobył wykształcenie. Oprócz codziennej pracy pisał wiersze i sztuki dramatyczne.
W 1930 r. został ponownie członkiem partii komunistycznej. W 1933 r. powrócił do firmy ojca. Doszło do przeszukania domu przez policję i SA, ale nie został aresztowany. Przejął wkrótce prowadzenie firmy importowej.
W 1943 r. jego pamiętniki i rękopisy zostały zniszczone podczas nalotów na Hamburg. Oprócz kilku wierszy opublikowanych w Neue Rundschau w 1942 i 1944 r., jego pierwsze publikacje ukazały się w 1947 w Wolfgang-Krüger-Verlag w Hamburgu. W następnym roku opublikował pierwsze książki w tłumaczeniu we Francji.
W Upadku (części Wywiadu ze śmiercią; 1948) skupił się, jako jeden z pierwszych pisarzy powojennej literatury niemieckiej, na okropnościach bombardowania i zniszczenia jego rodzinnego Hamburga.
W 1949 r. został wybrany do Akademii Nauk i Literatury w Moguncji, w roku 1950 obok m.in. Hansa Henny Jahnna został członkiem założycielem Wolnej Akademii Sztuk Pięknych w Hamburgu. Od 1961 r. był także członkiem Niemieckiej Akademii Języka i Literatury w Darmstadt.
Po nieporozumieniach z wydawnictwem Wolfgang-Krüger-Verlag przeniósł się do wydawnictwa Suhrkamp Verlag, w którym w 1955 ukazała się jego pierwsza powieść Najpóźniej w listopadzie i któremu pozostał wierny aż do ostatniej powieści Szczęśliwy człowiek (1975).
W 1956 roku rozwiązał z pomocą szwajcarskiego przemysłowca Kurta Böscha firmę ojca i przeniósł się do Aystetten koło Augsburga. Od tego czasu pracował już tylko jako pisarz.
W 1962 roku przeniósł się do Darmstadt. Od 1964 do 1968 roku był wiceprezesem mogunckiej Akademii Nauki i Literatury. W 1965 roku przeniósł się do Frankfurtu. Na prośbę żony wrócił w 1969 r. do Hamburga, gdzie mieszkał i pisał aż do śmierci.
Jego spuścizna znajduje się w niemieckim Archiwum Literatury w Marbach.
Nossacka określono mianem „największego gawędziarza w niemieckiej powieści fantastycznej po Kafce”.

## Utwory
Najbardziej znane utwory to:
- 1947 Nekya
- 1948 Wywiad ze śmiercią
- 1955 Spätestens im November (Najpóźniej w listopadzie), wyd. pol. 1959
- 1968 Fall d’Arthez (Sprawa d’Artheza), wyd. pol. 1972
- 1969 Dem unbekannten Siege (Nieznanemu zwycięzcy), wyd. pol. 1978
- 1975 Szczęśliwy człowiek